# 現代貨幣理論
現代貨幣理論（げんだいかへいりろん、英語: Modern Monetary Theory, Modern Money Theory、略称：MMT）とは、ケインズ経済学・ポスト・ケインズ派経済学の流れを汲む理論の一つである。
変動相場制で自国通貨を有している国家では、政府が国家の債務を通貨として流通させているため、政府の収支あるいは資産負債のポジションには政府や国家の財政状態の良しあしを判断する基準としての意味がなく、国民や海外部門に対する影響だけを基準として考えるべきである、という主張をしている。MMTは「現代貨幣理論」という名称にもかかわらず、必ずしも「現代」の話ではないし、「貨幣」に限った話でもなければ、通常の経済学で言う「理論」とも違う、という。過去の歴史において、「貨幣」とは常に「信用貨幣」だった、とし、そしてその背後には常に支配/従属関係があったこと、貨幣関係の背後には暴力関係、階級関係があることを強調する一方で、バーターから貨幣取引が生まれてきた、という主流派経済学のみならず今日の社会においてしばしば語られるナラティブを歴史的事実に反すると同時に理論的にも破綻しているとして、否定する。
MMTは、貨幣とは、国家や植民地支配者たちが地域住民たちから貢納・租税を徴収することから始まる、という。政府が法定通貨での納税義務を家計や企業に課すことによって、家計や企業は法定通貨を入手せざるを得ない立場に置かれる。そのため国内居住者たちは政府が発行する法定通貨を入手するために生産物や労働サービスを国家に提供するようになる。つまり法定通貨とは、本来貢納や徴税に際して納めればいいはずの生産物や労働サービスを、事前に国家に提供したことを示す一種の債務証書である。そして地域の居住者たちは、貢納や納税に際して生産物や労働サービスではなく、この法定通貨を国家に渡すことで租税債務から解放される。すなわち法定通貨とは国家の債務であある。地域住民たちの国家に対する租税債務と相殺されることで、償還される。つまり法定通貨とは国家が支出することによって生まれ、徴税によって消滅する国家債務である。貨幣とは、この国家債務の「大きさ」を表示するための手段である。法定通貨に納税手段として基盤的な価値が付与されて流通するという表券主義が基軸である。
さらに主権通貨国の財政政策について、「真の完全雇用」（「働く意欲と能力のあるすべての人に、まともな労働条件のもとでの複数の就業機会が提供されている状態」のことであり、自然失業率仮説に基づく「インフレ率が安定する失業率」のことではないし、働く意欲と能力のあるすべての人が必ず働かなくてはならないわけでもない。働くか働かないかは、本人の自由である）の達成・格差の是正・適正な物価上昇率の維持等、財政の均衡ではなく経済の均衡を目的として実行すべきであると主張している。そしてインフレーションの抑制は、ビルト・イン・スタビライザーを中心に、政府の支出抑制および増税で対処できるとしている。
MMTは新古典派経済学の枠組みで構築されている主流派経済学と対立しているため、政策的効果やリスクについては論争となっており、活発な議論がなされている。

## 概要
MMTの特に大きな特徴は、貨幣の起源や制度に焦点を当てている点である。
国家に租税義務を国内居住者に強いる能力があれば、国家債務発行で支出ができる。国家が自らの債務を通貨として流通させることができ、そしてその償還は、国内居住者に敷いた租税債務との相殺だけであるなら、政府が自国通貨財源の不足や枯渇に直面する経済的金融的必然性はない。したがって、徴税が必要なのは資金調達のためではない。MMTは税の役割を財源として捉えておらず、これは主流派経済学の見方に挑戦するものである。MMTにおける税の役割は、国家の債務による税納付を国内居住者に強制することで、国家債務を法定通貨として誰もが受け取る状態を確保することがまず第一であるが、政策面で言えば、国内居住者から購買力を奪う（純資産を減らす）ことによって「財政スペース」を確保することでインフレを抑制すること、および、資産・所得格差を是正すること、さらに社会的に望ましくない経済活動に課税し、望ましい経済活動の税負担を軽減することで、社会全体の構成を高めることとされる。つまり税の役割は金銭的な意味での財源調達の手段ではなく、国家が経済活動を営むために利用可能な物質的余剰を生み出すと同時に、国内居住者の経済的物質的厚生を拡大するための積極的な手段である。
また、MMTによるなら、今日の主要国においては、自国通貨を発行している政府は、金利を払って民間から資金を調達する必要性はない。かつて国王が金貨や銀貨など貴金属通貨を発行していた時代には、金銀といった素材を調達するため、国王が商人や地主から貴金属でできた硬貨を借り入れることが必要だった。国債金利はその時代（あるいはその後の金本位制の時代）の名残である。そもそも中央銀行がインーターバンク市場の翌日もの金利をプラスに維持しているばあい、付利制度がない限り、政府が新規に国債を発行しても、民間銀行の手もとには国債購入代金を支払うための準備通貨は存在しないはずである。従って中央銀行は、国債が新規発行されるときにはその都度、ほぼ同額の買い介入をすることが必要になる。これは実質的に中央銀行による直接融資であった、とMMT では考えている。付利制度がない限り、インーターバンク市場の金利が正であるなら準備はその時点で銀行が必要とする量しか供給されていないはずである。従って中央銀行は銀行が決済あるいは所要準備積み金として必要とする準備通貨を常に柔軟に供給しなければならない。つまり、民間銀行は普段は過剰な手持ち準備を国債に変えることで金利収入を獲得し、資金決済の繁忙期には必要な分だけ準備通貨に取り替えることができなくてはならない。国債と準備通貨の違いとは、単に金利が払われるか払われないかだけである。これは事実上、準備通貨に金利が支払われているのと同じことである。この事から、MMT では、国債を、政府の資金調達手段ではなく、金利を支払うことそれ自体を目的とする「インーターバンク市場金利をコントロールする手段」として位置づけている。ただし、金利コントロール手段を国債売買といった迂遠なやり方に依存することは、現代の金融市場では不都合が多く、また、国債という形式が「国の借金」という誤解を産み出すことが無用な論争を引き起こし、さらには国債発行を制限する法律が制定されれば、逆にそれが原因となって「デフォルト」を引き起こす可能性がある、とする。
また自国通貨建てであれば、そもそも政府は国債を発行する理由がない上、国債がどれだけ増加しても、その償還手段である通貨も結局のところ別の形態の国家の債務でしかない。したがって、自縄自縛的な法的制約がない限り、債務不履行（デフォルト）には陥らない。この構造によって政府債務の償還能力に対する市場の信認も磐石なため、政府債務の拡大が信用リスクの拡大や通貨の信認の失墜につながることもない。したがって、通貨発行で支出できる政府は、自国通貨建て財政収支の均衡や黒字を政策目標にしたり、支出の際の財源を問題にする必要がない。政府は税収や国債発行に依存することなく、通貨発行を使った財政拡大や減税が可能である。
一方、自国通貨建てである限り、政府支出が税収や債務残高に制約されないからといって、政府が財政規律なく財政政策をすることや無税国家が可能になるわけではない。主流派経済学者が口をそろえて言う通り、政府が国民経済における財やサービスの供給能力を無視して、通貨発行権を使った野放図な積極財政を行えば、供給に対して需要が無秩序に拡大し、インフレが加速していく。財政規律の基準は国民経済の有効需要に対する供給能力である。政府が財政支出の拡大や減税が可能なのは、需要と供給のバランスが適切に保たれインフレ率が高まりすぎない範囲だという点では、主流派経済学もMMTも変わらない。両者の違いは、主流派経済学では政府による財政支出等が無くても市場には自動的に均衡に達し、完全雇用が達成される自律的メカニズムがある、とするのに対し、MMTは、他の多くの異端派同様、そのような傾向はマーケットにはない、という点を強調することである。そしてMMTでは、このような需要と供給のバランスを政府が「裁量的な財政運営」によって達成することは極めて難しく、事実上、不可能であると考えている。
MMTは、自国通貨を発行することができる政府について主に以下のように説明する。
1. 政府は金銭的な「財源」を持ち得ない。国民や海外部門は、こうした政府の支出によって手許に「金銭」が発生したことによってはじめて租税を納付したり国債を購入することができるようになる。支出に先立ち徴税をしたり国債を発行することは不可能。
2. 自国通貨建ての債務で債務不履行を強制されることはない。
3. 経済の実物的な資源（労働、資本、資源）の利用が限界に達した場合に発生する、インフレ率の上昇が財政の制約である。ただし支出の仕方次第で、国内に大量の遊休資源が存在しながら高インフレが発生する可能性を否定しているわけではない。
4. 徴税で貨幣を経済から取り除くことで、ディマンドプルインフレーションの抑制が可能である（ただし、それを実行する政治的意思が常にあるとは限らない）。
5. 国債の発行が民間部門の資金を締め出すことはない（クラウディングアウトは起こらない）。

上記の見解のうち、信用創造とインフレの動きにおいて主流派経済学と対立しているわけではない。例えば、連邦準備制度（FRB）第13代議長アラン・グリーンスパンは、「アメリカ合衆国はいかなる負債も支出することができる。なぜなら我々は常に通貨を発行することができるからだ。従って、デフォルトになる確率はゼロだ。」と述べている。しかし、MMT論者は金利の影響力に関して主流派経済学の見方には同意しない。
MMTの理論的バックグラウンドは次の5つにまとめられる。
1. 最近の貨幣史研究を踏まえつつ、貨幣を国家の創造物と捉える表券主義の立場を取る。
2. 主流派のマクロ経済学が「金融政策」を重視するべきである、と主張する傾向があるのに対し、MMTは、主流派の言う「金融政策」なるものは「金利政策」であり、そして「金利政策」とは、一方で金融政策の側面もあるが同時に所得政策の面もある（金利政策とは、金利所得を操作することである）とすると同時に、本来ケインジアンにおいて重視されていた数々の金融政策（金融システム・決済システムの安定を図るため、中央銀行及び政府が能動的に働きかけ、金融規制や監督を行う）が現代の主流派経済学からは排除されている（それ自体が一つの金融政策）、とする。また、主流派の言う「財政政策」にも「金融政策」としての側面と「所得政策」としての側面がある（政府支出や租税はマネーストックの変化に大きな影響を与えるほか、政府は財政を用いて国民の信用保証や住宅融資制度、学資融資制度などの金融手段を提供している)、としたうえで、「金利政策」を「金融政策」として用いることは困難であること、および金利政策が過去においてインフレ抑制の役割を果たしたとことを示すエビデンスは何もない点も強調する。
3. 財政政策の方針としては（1940年代にアバ・ラーナーが提唱した）機能的財政アプローチを引き継ぐ。
4. インフレに依存しない「真の完全雇用」を実現する政策手段として、「就労保証プログラム（JGP）」の導入を提唱する。
5. 政策目標としては、雇用と物価の安定だけでなく、（ハイマン・ミンスキーの金融不安定化仮説を踏まえて）金融の安定化も重要だと考える。

また、MMTは以下のような事実解釈に基づいている。
1. 政府の支出は租税収入によって賄われているのではない。政府の支出に租税収入は必要でない。それどころか、政府が先に貨幣を創造しなければ、誰も租税を支払えない。
2. 国家が通貨を創造している一方、国債は通貨が無ければ取引できないのであるから、国債は財源調達手段にはなりえない。国債は財源調達ではなく金利調整手段である。
3. 貯蓄が政府の赤字をファイナンスするのではない。政府の赤字が貯蓄を創造するのである。
4. 政府が課税をすることによって、国内居住者は「納税手段」としての通貨（政府債務）を入手しなければならないこととなる。つまり課税によって「通貨のために販売しなければならない」もの、つまり「売られなくてはならないもの」（W.モズラーはこれを「失業」と呼ぶ）が生み出される。政府は、自国通貨建てで売られているものなら何でも購入する「支出能力」がある。
5. 銀行は、集めた預金、金庫の中の現金、あるいは中央銀行に保有している準備預金を元手に貸出を行っているのではない。それどころか、貸出が預金を創造するのである。

これまでの主流な経済理論では、「政府の財政赤字が累積して政府債務が増大していけば、通貨の信認が失墜することによる通貨暴落や、クラウディングアウトと国債の信用リスク増大による金利上昇が発生し、それに伴う高インフレを招く」という見解が主流だった。そのため「国債発行の増大や政府債務の拡大は望ましくなく、基本的に税収の範囲で支出を行うべきだ」という均衡財政が主張されてきた。他方、MMTではこれを「法定通貨の発行権がない家計の制約と法定通貨を発行している国家の財政制約を混同している」と批判し、「財政赤字・政府債務の拡大が自国通貨建てである限り、主流派経済学者が主張する信用リスクや通貨の信認の問題は発生せず、有効需要が増大した場合にインフレ圧力がかかるのみ」という論拠で「政府は足元の国民経済を健全にするための財政運営に専念すべきで、財政赤字や政府債務の増大をまったく懸念する必要はない」と主張している。
MMT論者が主張する政府債務とインフレ率の関係については、MMTが登場する以前にも類似する主張は見られた。ジョン・F・ケネディ大統領の下で大統領経済諮問委員会委員を務めたジェームズ・トービンは回顧録の中で、ケネディに政府債務の大きさについて経済的な上限を問われた際に「唯一の制約はインフレである」と返答し、ケネディもそれに同意したと記している。

## 理論
MMTでは過去の歴史において、「商品」が「貨幣」となったことはない、とする。様々な「商品」が「通貨」あるいは「貨幣物」の「材料」となることはあり、そしてそれらの素材が政府の「通貨」発行の制約になることはあっても、それと「貨幣」とは厳密に区別されなければならない、とする。政府が貨幣を発行する能力には限りがないが、しかし通貨の素材を貴金属のようなものにしたり、政府債務（通貨）の償還方法として租税の他に、貴金属や外貨との交換を約束する場合には、それらの通貨は「商品本位貨幣」「外貨本位貨幣」となってしまう。その場合には、政府は通貨を独占的に発行する能力に「材料の持ち高」という制約を自ら課していることとなる（「自縄自縛的制約」）。こうした「自縄自縛的制約」を課している場合、国家の債務が破綻することがあり得る。現代の多くの先進工業国の通貨は本位通貨ではなく、租税によって回収されること以外の償還方法（商品提供など）を提供していない。租税債権との相殺以外の償還義務を負わないことによって、国家の債務はデフォルトすることがない「主権通貨」として流通することができる。すなわち、「貨幣的主権を持つ政府は貨幣の独占的な供給者であり、物理的な形であれ非物理的な形であれ任意の貨幣単位で貨幣の発行を行うことができる。そのため政府は将来の支払いに対して制限的な支払い能力を有しており、さらに非制限的に他部門に資金を提供する能力を持っている。そのため、政府の債務超過による破綻は起こりえない。換言すれば、政府は常に支払うことが可能なのである」とする。
MMTの立場から、現代の主要国に典型的にみられる貨幣システムに関していうなら、中央銀行は通貨を発行することができるが、その発行方法は、結局のところ、政府の発行した国債や民間銀行の借入に過ぎず、資産と資産の交換（あるいは負債と負債の交換）または、資産と負債の両建てになるため、ネットの金融資産を増やすわけではない。政府のバランスシートにおいてあらゆる政府発行の貨幣性商品は、国家部門全体としてみると、債務でしかなく、自らの手許にあるものは会計的な意味で資産にはなりえない。政府自らは貨幣を所有しないのである。あらゆる政府発行の貨幣性商品は負債として計上される。政府支出によりこのような貨幣性商品は作られ、徴税・社会保険料徴収・罰金徴収・公共サービス料金徴収、、、などなど、により政府に納付されることで、こうした貨幣性商品は消えていく 。
赤字支出に加えて、株価の上昇などによる評価効果もネットの金融資産を増加させうる。MMTではVertical moneyは政府支出を通じて還流の過程に入るとする。法定不換貨幣に課税することは「強制力を持つ民間の納税義務」という形で貨幣そのものに対する総需要を創出し、法定不換貨幣の流通を促す。加えて、罰金、各種料金、ライセンスも貨幣への需要を創出する。。政府は政府自身の意志に基づいて（独自）通貨を発行することができるため、MMTは政府支出（政府の赤字支出もしくは黒字予算）に関連する課税水準は政府が政府活動の資金を集めるための手段ではなく、実際には政策手段であり、これに「公的な雇用提供プログラム(Job guarantee program）」など他の様々な政策をあわせることによりインフレーションを調整し、非自発的失業をなくすことができると主張する。

### 経済理論史におけるMMT：表券主義理論として
MMTに影響を与えた先行理論には、ゲオルク・フリードリヒ・クナップの表券主義、アルフレッド・ミッチェル＝イネスの信用貨幣論、ラーナーの機能的財政論、ミンスキーの銀行システム論（金融不安定性論）、ウェイン・ゴドリー (Wynne Godley) の部門バランス論 (Sectoral balances) などがあり、MMTはこうしたアプローチを統合した理論である。
表券主義 (chartalism) は、貨幣の本質を国家による貨幣の制定と見なす学説であり、国家貨幣説とも呼ばれ、クナップによって提唱された。クナップは『貨幣国定説』(1905年) で、貨幣はコモディティ（実物貨幣)というよりも法による創造物であると論じた。クナップによれば、当時の金本位制とは、通貨単位の価値がその通貨が含むまたは交換される貴金属の量に依存する考え方であるとして、これを金属主義と呼んだ。これに対してクナップは、国家は純粋な紙幣を創造することができ、国家による貨幣が公共支出機関によって受け入れられているという限りにおいて、紙幣を法定通貨と認識することで商品と交換可能にすることができるとするとする表券主義を論じた。経済における国家の役割に関するクナップの思想は、ケインズおよびケインジアンに影響を与えた。L.ランダル・レイやマシュー・フォースター（Mathew Forstater）らMMTを主張する経済学者は、クナップの他に、アダム・スミス、ジャン＝バティスト・セイ、J.S.ミル、カール・マルクス、ウィリアム・スタンレー・ジェヴォンズなど初期の古典派経済学における課税主導の紙としての通貨という表券主義的な観方をさらに一般化したとも主張する。
MMTは、もともとはファンドマネージャーであったウォーレン・モズラー (Warren Mosler)が自費出版したパンフレットがもとになっており、モズラー自身はこれら先行者たちの業績を参照することなく、現在MMTと呼ばれるようになった議論の中核的部分を独自に編み出したが、その後、L. R. レイ、 ステファニー・ケルトン（ベル）、ビル・ミッチェル、パブリナ・R・チェネーバ (Pavlina R. Tcherneva) 、スコット・フルワイラー、ジョン・ケネス・ガルブレイスの息子ジェームズ・ケネス・ガルブレイス、スティーブン・ヘイルらも信用創造（Money Creation）の仕組みの研究をすすめ、こうしてMMTによって表券主義思想が復興し、レイはこれを新表券主義 (Neo-Chartalism)と称した。
MMTに大きな影響を与えた別の理論としては、アルフレッド・ミッチェル＝イネスの信用貨幣論がある。ミッチェル＝イネスは、貨幣は交換の媒介としてではなく、政府による課税を通じた繰延支払の基準 (standard of deferred payment) として存在しているとし、政府の資金は課税によって回収できる負債であると論じた
このほか、MMTに影響を与えた経済学者としては、貨幣価値が金と密接に関連しているという考えを放棄すべきだとした上でインフレやデフレ対策を回避してきた責任は貨幣を発行したり課税する能力のある国家にあると主張したラーナー、金融不安定性仮説を提唱して信用創造を表券主義的に理解したミンスキーなどがいる。
MMTおよび表券主義的思想を支持ないしそれに近い研究をしている研究者には、著書『フリーマネー』で表券主義のエッセンスを平易に説明したロジャー・マルコム・ミッチェルなどがいる。
2019年2月には、ビル・ミッチェル、ランダル・レイ、マーティン・ワッツらによる初のMMTをベースとした経済学の教科書『マクロ経済学』が出版された。

### 貨幣循環理論とMMT
ポスト・ケインズ派経済学において、ランダル・レイのように表券主義を称するMMT支持者は、表券主義が貨幣循環理論（Monetary circuit theory）に代わるまたはそれを補足する理論とする一方で、両理論とも内生的貨幣供給論（endogenous money）としての体勢をとっているとする。すなわち、貨幣は、金のように経済外部からではなく、財政支出や銀行融資などによって経済内部において創造されるとする。このような補足的な見方からは、循環理論が（民間と民間の）水平的な相互作用のモデルであるのに対して、表券主義は（政府から民間への、またはその逆の）垂直の相互作用を説明する理論とされる。

### ポスト・ケインズ派経済学
一般均衡を前提とし、第二次世界大戦後に主流となったケインジアンや、新古典派のミクロ経済学の理論を基礎にし、1980年代に登場して主流派経済学として認知されたニュー・ケインジアンとは異なり、ケインズの貨幣概念（信用貨幣論）に従い、不確実性を問題の中心に据えて経済を論じてきたポスト・ケインズ派経済学は、独特の理論的発展が進められてきた。
1. 民間金融資産は、国債発行の制約とはならない。財政赤字はそれと同額の民間貯蓄を生み出す。
2. 政府は、自国通貨発行権を有するので、自国通貨建て国債が返済不能になることは、理論上あり得ないし、歴史上も例がない。政府は、企業や家計とは異なる。
3. 財政赤字の大きさ（対GDP比政府債務残高）などは、財政危機とは無関係である。
4. 財政赤字の大小を判断するための基準は、インフレ率である。インフレが過剰になれば、財政赤字は縮小する必要がある。デフレであるということは、平成日本の財政赤字は少なすぎるということ。
5. 税は、財源確保の手段ではない。税は、物価調整や所得再分配など、経済全体を調整するための手段である、

ポスト・ケインズ派経済学の中には、金融不安定性仮説を提唱したハイマン・ミンスキーやその弟子のL・ランダル・レイも含まれる。レイは、国定信用貨幣論を基礎に、ケインズのマクロ経済学とラーナーの機能的財政論を統合し、MMTを提唱した。

### 税の役割
MMTでは、自国通貨による課税が自国通貨の特権的な需要を生み出すという意味で「税が通貨を駆動する」と主張している。一般的に税は政府支出の財源のためにあると信じられているが、通貨発行権を有する政府は財源のための租税を必要としない。それどころか論理は逆になり、納税者が税を支払うためには政府が財政政策で実体経済に通貨を供給し、納税者が当該通貨を稼がなければならない。政府が最初に支出し、税の支払いが後になるのが論理的な順序である。したがって、税の役割は財源ではなく、政府が経済に供給した通貨の一部を回収して経済バランスを調整する手段であり、徴収した税はその時点で役割が終了していることになる。
ランダル・レイは税の役割として以下の４つを挙げている。
1. 通貨の流通を促進すること。
2. 景気を調整すること。
3. 富や所得の格差を是正すること。
4. 外部不経済（負の外部性）を是正すること。（環境税のうちの炭素税）

MMTは通貨発行による支出に焦点を当てているため、しばしば「無税国家が可能になるのではないか」という疑問をぶつけられる。しかし仮に無税国家を実現しようとした場合には、税による上記の機能が失われるため、MMTは無税国家を肯定していない。

### 国際経済と政府
MMT論者は国債の保有者が外国の主体か否かに関わらず、自国通貨建ての国債である限り、政府が財政破綻することはありえないと主張する。これは政府に自国通貨の発行権があるためである（ただし、国債保有者が国債を売って通貨売りを大規模に行うことで為替レートに影響を与える可能性はある）。
MMT論者が財政リスクにおいて主流派経済学の見解に同意する点は、国債が外貨建てである場合である。政府には外貨の発行権がないため、外貨建て債務が過大になった場合は債務返済の財源である外貨が不足して、債務の持続性が損なわれる。もし外貨建ての国債が大きく増加して、債務の持続可能性に対する市場の信認が揺らぐことで、国債金利の上昇が進んだり自国通貨の為替レートが下落すれば、国債の返済負担が高まる。それがさらなる通貨安と国債金利の上昇を誘発し、国債の返済負担が悪循環のスパイラルで増加すると共に、輸入物価の高騰が原因のインフレーションが発生し経済が破壊される。その場合、政府は輸入抑制や輸出拡大の戦略にシフトして、経常収支の赤字縮小や黒字拡大を図る共に、自国通貨の需要を高めるために金利を引き上げて為替レートの下落を防ぎ、外貨獲得能力を高める必要が生じる。それでも債務返済の財源である外貨を十分に獲得できなければ、デフォルトに陥ることになる。

## 日本での議論
日本国内の政財界や学術界、大手メディアなどは、MMTの認知が日本で広がりを見せた現在でも、おおむね財政再建・財政健全化のためにプライマリーバランスを均衡させることや円建て国債の残高を削減することが必要であると主張している。また、MMTを紹介・批評する場合でもMMTに対して否定的な論調であることが多い。
MMTは中長期的な財政赤字の拡大を容認し、政府の円建て債務がどれだけ増大しても信用リスクによる経済財政の悪化はありえず、財政支出（通貨発行）と徴税の調整による総需要管理を行えば問題がないとするものである。これは、財政赤字や政府債務残高の拡大を不健全と見なし、歳出抑制や増税等の緊縮財政政策を通じて、いわゆる「国の借金」を削減したり財政収支を均衡化あるいは黒字化することが必要であるとする、国内の通俗的な一般常識や政府方針と決定的に対立する。また支出の拡大を伴う政策について、政府支出が税収に制約されるという前提での、増税や予算の付け替えなど財源論の議論や論難が無意味だったり不要であることを示すものである。
このように、MMTはこれまでの経済財政運営の考え方の軸であった、円建て政府債務の増大が将来の国家財政を圧迫するという通説や、均衡財政や財政黒字の状態をあるべき姿としている財政の常識を根本から覆し、全否定する内容である。そのため、MMTが経済論壇で大きな波紋を呼び、メディアや国会等で頻繁に取り上げられることで、MMT支持派と不支持派による批判合戦のような状況が展開されている。
自民党の安藤裕 (政治家)前衆議院議員が中心となって立ち上げた自民党の議員連盟である「日本の未来を考える勉強会」が、中野剛志、藤井聡、三橋貴明、青木泰樹、森永康平等、MMTを支持、若しくは、MMTと考えの近い、有識者を講師とした勉強会を行っており、それを元にした内閣への政策提言や記者会見等を行っている。
2019年（令和元年）7月16日にはステファニー・ケルトン、同年11月7日にはビル・ミッチェルが来日し、京都大学レジリエンス実践ユニットの主催するMMT国際シンポジウムで講演をした。
2022年3月8日、参院予算委員会は、審議中の令和４年度予算案に関する中央公聴会を開き、その中で東京財団政策研究所の森信茂樹研究主幹は、物価が大きく上昇しない限り財政赤字が拡大しても問題ないとする「現代貨幣理論」（ＭＭＴ）を否定した。森信茂樹は過度の財政拡張は「果てしなく無駄な支出」を招くと指摘。ＭＭＴが提唱する物価上昇を抑えるための増税や歳出削減も、政府が柔軟に実施することは難しく「実現性が低い」とした。

## 評価

### 肯定的評価
- アメリカ合衆国と日本で注目されているとされる[69][70]。
- 中野剛志は、MMT理論はポスト・ケインズ派の一つの到達点であると評価している[71]。
- MMTの肯定派は、通貨発行権を持つゆえに自国通貨建て債務の返済不能状態に陥るリスクがゼロの政府が自国通貨建て債務を拡大しても、MMTの否定派が主張する信用リスクに伴う金利急上昇や国債や通貨の暴落の引き金につながるリスクは極めて低い、と主張している[72][73][74]。
- ステファニー・ケルトンは「貨幣の発行者である政府が財政収支の辻褄を合わせる事を目標にすることは無意味あるいは害をもたらすものであり、適切な政府支出・財政赤字の水準は税収ではなくインフレ率や社会のリソース（供給能力）などの経済状態を材料にして決めるべき、つまり財政の均衡ではなく経済の均衡を目標にして決めるべき」と主張している[75]。
- 1970年代以降、先進諸国では政府債務の拡大を忌避する緊縮財政政策や新自由主義の政策が採られてきた。しかし、2000年代に入り先進諸国で金融政策中心による景気勃興政策が行き詰まり、さらにリーマン・ショックなどで民間負債拡大に傾倒した政策リスクが顕在化する中、政府が積極的に負債を負って財政拡大をする景気勃興政策の重要性を主張するMMTがピックアップされている。先進諸国で政府債務が過去最高を更新し続ける中で金利上昇も高インフレも発生しない現実において、政府債務の増大が金利上昇や高インフレを招くと説く主流派経済学の誤りとMMTの理論的正しさ及び有効性を証明していると主張されている[76]。
- 2018年アメリカ合衆国選挙で、MMTを主唱しているアレクサンドリア・オカシオ＝コルテスが共和党候補のアンソニー・パパスを破り、史上最年少の女性下院議員となった。
- ステファニー・ケルトンやビル・ミッチェルは、GDP比の政府債務が世界最高水準にあるにも関わらず、財政破綻しない日本がまさにMMTの正しさを示す見本だと主張している[69][77][78]。
- 岡本英男は「MMTで日本でも赤字財政が通常の姿である現実を認めた上で、小さな政府、金本位制、均衡財政こそが善というパラダイムとの決別が必要だろう」と指摘している[79]。

### 否定的評価
- ドイツではほとんど報道されず、イギリスでも批判的に扱われているとされる[70]。
- MMT反対派には、「アメリカではインフレが起きた際に、それを止める目的でドルの金利上昇や利上げが起きた場合に基軸通貨ドルを借りている途上国を中心に世界経済に混乱をもたらすこと、日本では今後にこのまま財政赤字が拡大して、インフレ懸念による預金引き出しラッシュ（取り付け騒ぎ）が起きた場合と日本国債の日本人保有率や円建て国債率が低下して、外国人保有率・外貨建て債権率が上昇することで円の対外信用が下落したと判断した外国人債権者らによる円の売却ラッシュが起きた場合にはハイパーインフレーションが起きる」との声がある[80][81][82]。
- 物価水準の財政理論（FTPL）論者（クリストファー・シムズほか）はMMTとほぼ同じ仮定による議論で、短期理論であるMMTに存在しない物価理論を導入すると、それが統合政府の長期的予算制約式と一致することを証明した。これにより、ドーマー条件及び横断性条件を満たさない政府はデフォルトに陥る可能性があることを指摘した。
- ステファニー・ケルトンはバーニー・サンダース米上院議員のアドバイザーを務めたが、サンダース議員はMMTと明確に距離をとっている[70]。
- 早川英男は、MMTは会計論に終始し、価格や均衡の概念を欠くところに本質的な弱点があると主張している[83]。
- 塚崎公義は日本の財政赤字に関して日銀が紙幣を発行して国債を償還しさえすれば破綻しないとMMTに近い主張をするが、通貨量の増大にともない発生したインフレの場合、MMTの主張するような増税による緊縮財政政策では経済が混乱し、また対外債務のある国では海外の債権者の行動リスクが大きいので採用できないとしている[80]。また、米ドルは国際通貨であるため、その混乱による世界的な影響が大きいと批判している[80]。
- 小幡績は、MMTは財政均衡主義では行われないはずの際限なき財政拡大を招き、経済に対する公的セクターの拡大によって旧ソ連と同じような資源配分の不効率と浪費が発生し、経済が弱体化すると主張している[84]。